# Basilika des Ewigen Vaters

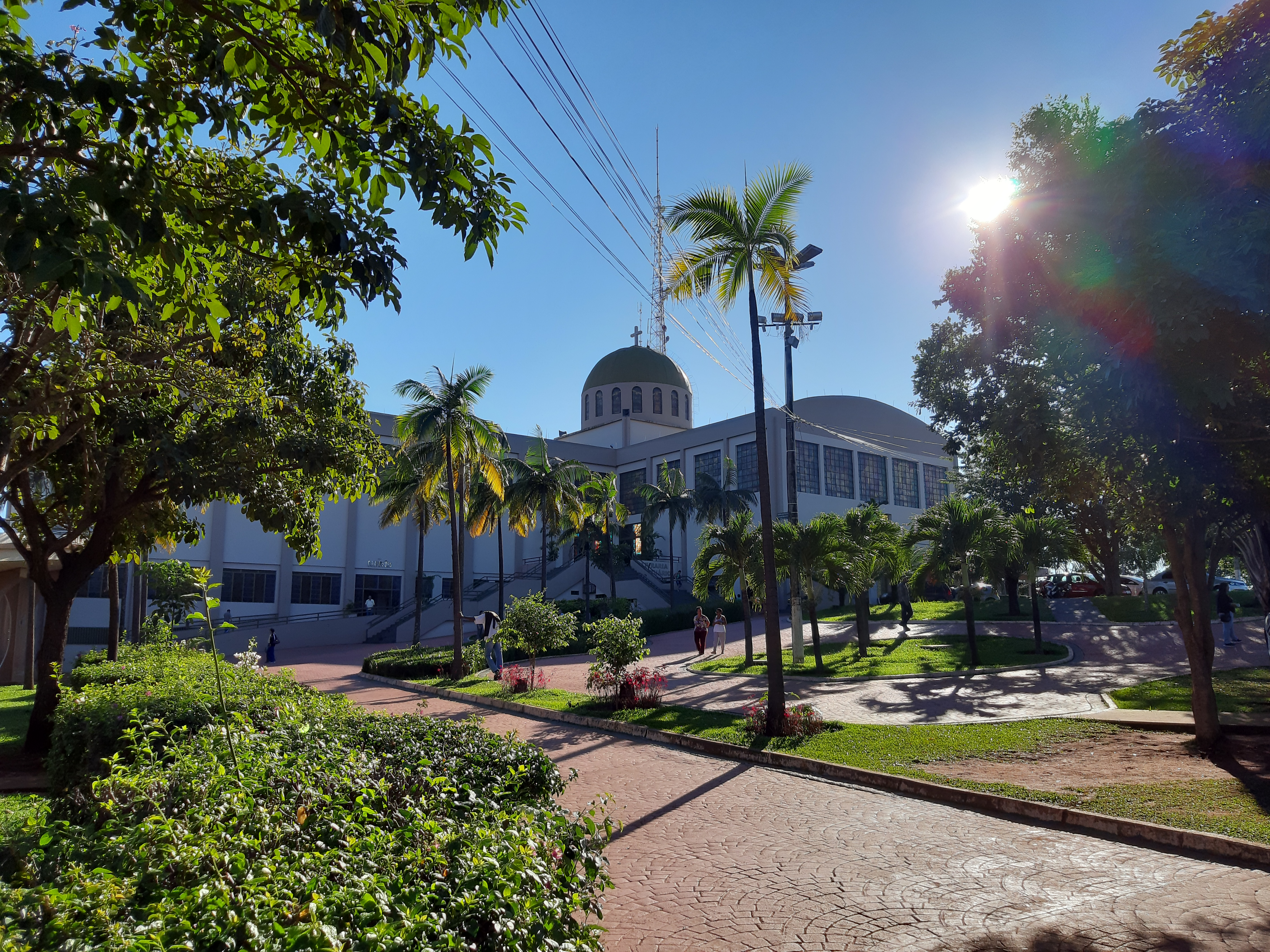
Basilika des Ewigen Vaters

Die Basilika des Ewigen Vaters (portugiesisch Santuário Basílica do Divino Pai Eterno) ist eine römisch-katholische Kirche in Trindade im brasilianischen Bundesstaat Goias. Die Wallfahrtskirche des Erzbistums Goiânia trägt den Titel einer Basilica minor, als einzige mit der Weihe an den Ewigen Vater. Die Kirche wurde im 20. Jahrhundert im Stil der Moderne errichtet.

## Vorgängerbauten

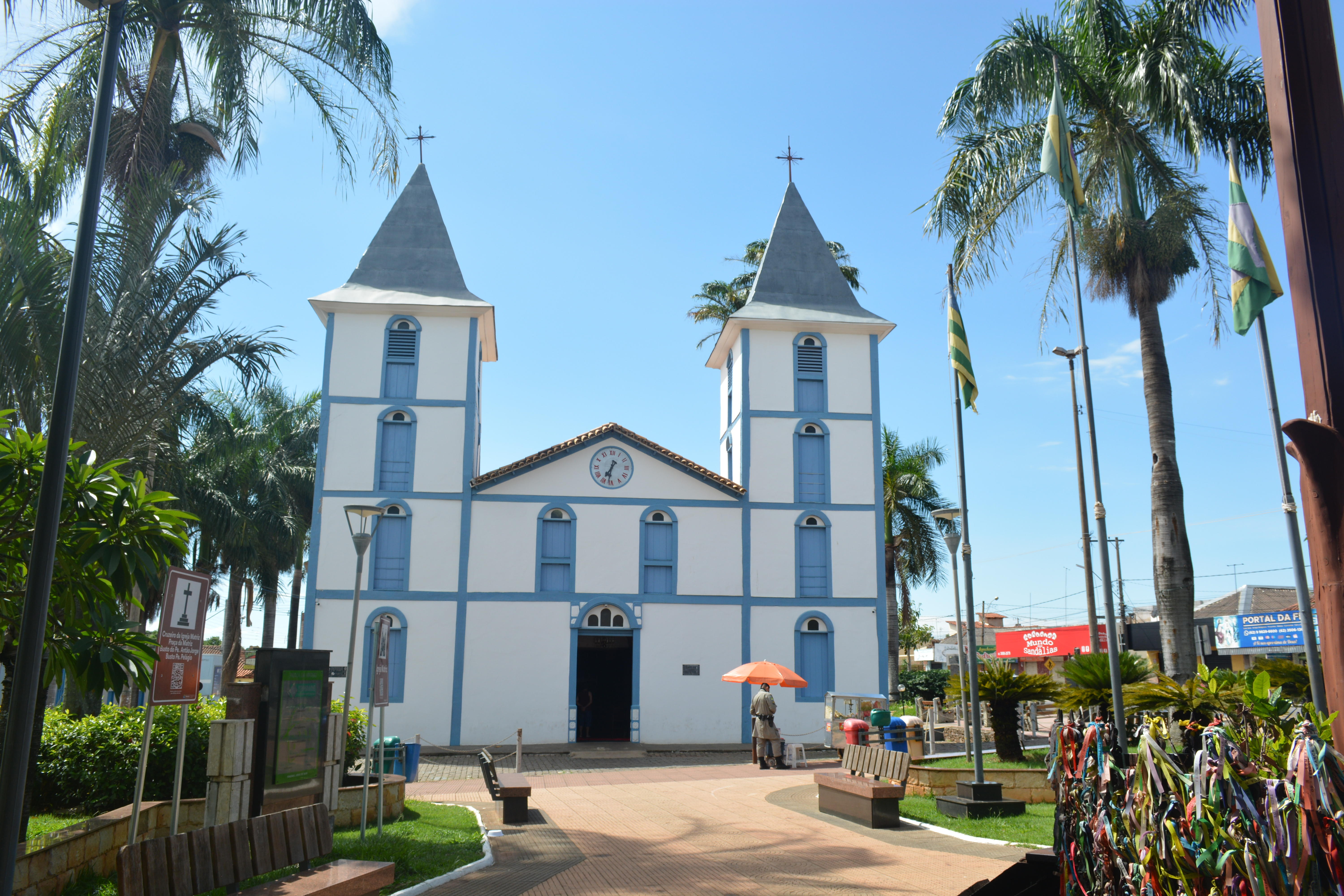
Alte Wallfahrtskirche

Nach der Auffindung einer kleinen Tonmedaille im Jahr 1840 begann die Wallfahrtsgeschichte Trindades. Diese Medaille zeigt das Bild der Heiligen Dreifaltigkeit, die die Jungfrau Maria krönt. Um 1843 wurde erst eine kleine Kapelle mit Buriti-Blättern gebaut, 1866 eine größere, für die das Bildnis der Heiligen Dreifaltigkeit vom Bildhauer Veiga Valle geschaffen wurde. 1912 wurde das Heiligtum des Ewigen Vaters errichtet. Die Kirche mit der Doppelturmfassade wurde 1980 unter Denkmalschutz gestellt.
⊙

## Basilika
Zum hundertsten Jahrestag der Wallfahrt im Jahr 1943 legte der Erzbischof von Goiás, Emanuel Gomes de Oliveira, aufgrund der wachsenden Pilgerzahl den Grundstein für das heutige Kirchengebäude. Faktisch begannen die Bauarbeiten erst 1957, parallel zur Gründung des Erzbistums Goiânia. 1974 wurde der Bau in Gebrauch genommen, 1994 erfolgte eine Renovierung zur Erhebung zum Heiligtum.
Am 4. April 2006 verlieh Papst Benedikt XVI. dem Heiligtum den Titel einer Basilica minor.
An der zehntägigen Wallfahrt nehmen jährlich Ende Juni bis Anfang Juli 2,5 Millionen Pilger teil. Der Pilgerweg beginnt in Goiania und endet in Trindade und wird gesäumt von 14 monumentalen Plastiken des Künstlers Omar Souto, die die Leiden Christi symbolisieren.

## Beschreibung

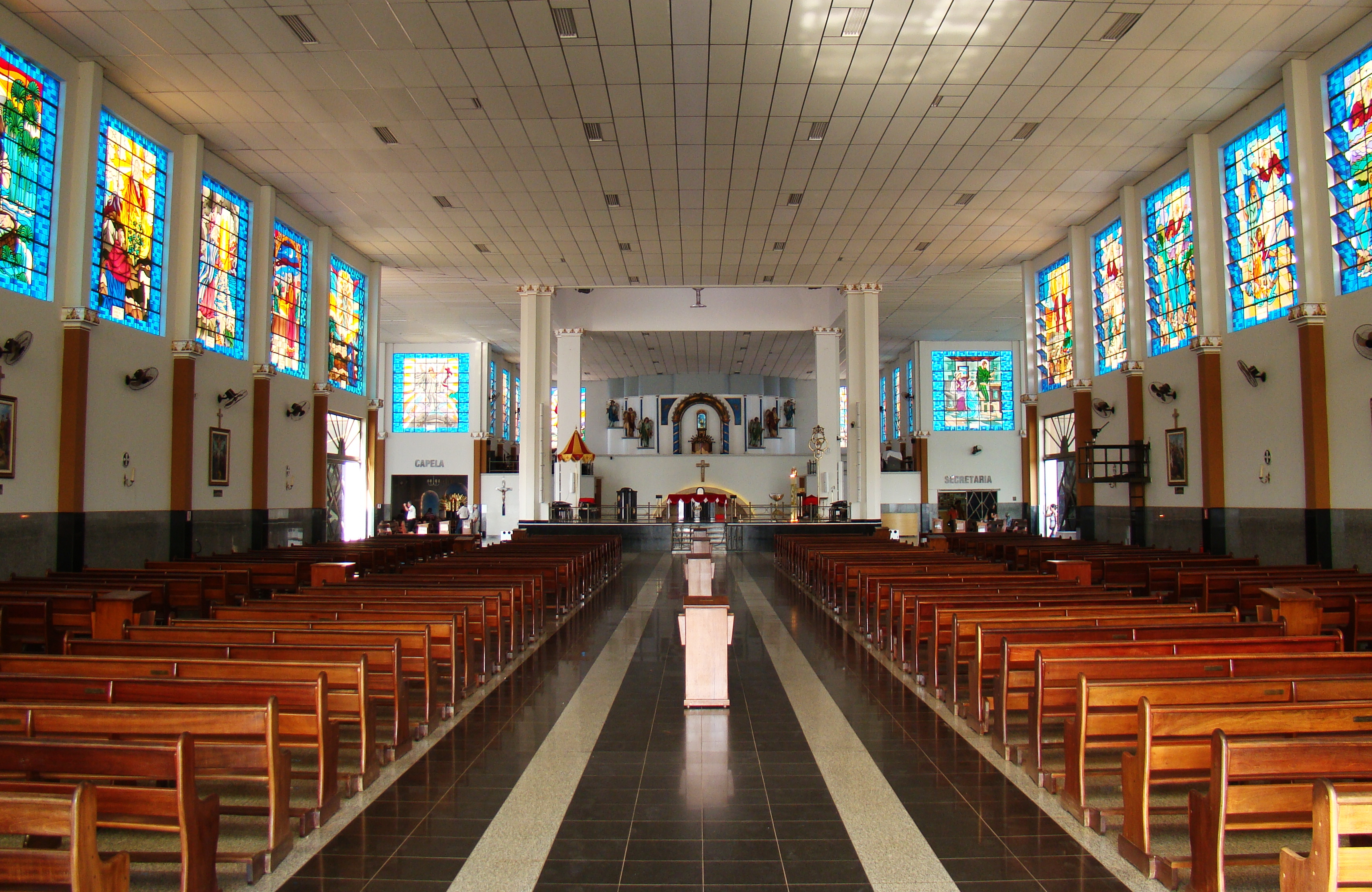
Innenraum

Die Saalkirche hat den Grundriss eines lateinischen Kreuzes. Über der Vierung erhebt sich eine Kuppel mit einem durchfensterten Tambour. Der ansonsten schlichte Bau mit Flachdecken ist mit 59 Buntglasfenstern um die Kirchenschiffe sowie 17 im Tambour geschmückt. Der Fußboden ist mit Granit verkleidet. Der Platz um das Heiligtum wurde völlig neu gestaltet, und es wurde eine große, geschwungene Rampe zum Haupteingang errichtet.

## Nachfolgebau

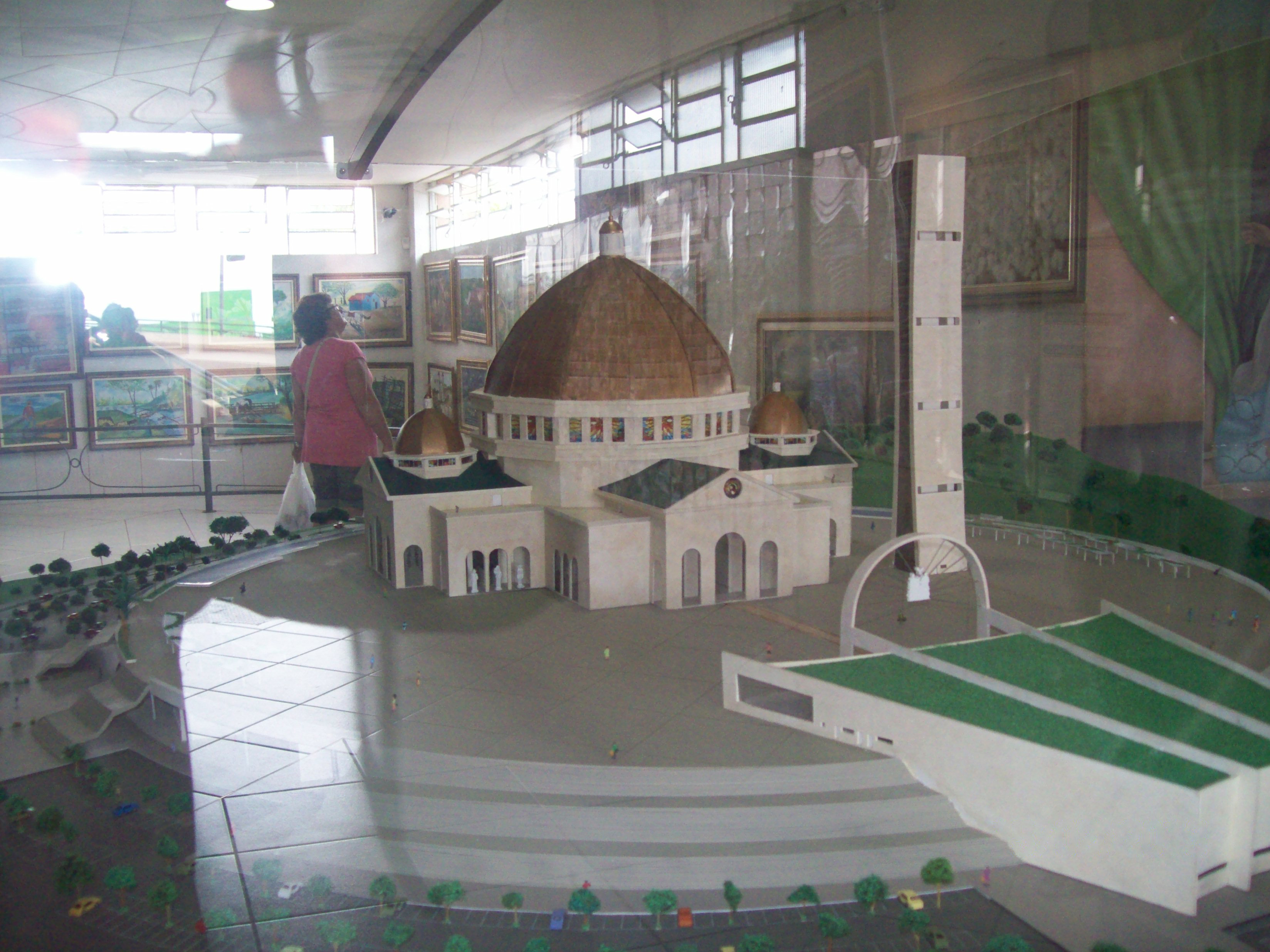
Modell des geplanten Neubaus

Etwas außerhalb von Trindade wird eine deutlich größere Wallfahrtskirche als geplante Nachfolgerin gebaut.⊙ 2021 erreichte der Rohbau, an dem 300 Bauarbeiter beschäftigt waren, eine Höhe von 25 Metern.